# 파블로 콘트레라스
파블로 안드레스 콘트레라스 피카(스페인어: Pablo Andrés Contreras Fica, 1978년 9월 11일 ~ )는 칠레의 전직 축구 선수로 포지션은 센터백이다.